# Arbolí
Arbolí – gmina w Hiszpanii, w prowincji Tarragona, w Katalonii, o powierzchni 20,9 km². W 2011 roku gmina liczyła 113 mieszkańców.